# Championnat d'Europe masculin de rink hockey 1965
Navigation
Championnat d'Europe masculin 1963 Championnat d'Europe masculin 1967
Le Championnat d'Europe de rink hockey masculin 1965 est la 27e édition de la compétition organisée par le Comité européen de rink hockey et réunissant les meilleures nations européennes. Cette édition a lieu à Lisbonne, au Portugal.
L'équipe du Portugal remporte pour la dixième fois le titre européen de rink hockey et pour la quatrième fois consécutive.

## Participants
Neuf équipes prennent part à cette compétition.
- Allemagne de l'Ouest
- Angleterre
- Belgique
- Espagne
- France
- Italie
- Pays-Bas
- Portugal
- Suisse

## Déroulement
En début de tournoi, la Suisse créée la surprise en gagnant contre l'Espagne. De même que la Suisse, le Portugal et les Pays-Bas remportent leurs deux premiers matchs. Dans la troisième journée, les Pays-Bas s'inclinent lourdement face au Portugal par dix buts contre aucun, tandis que l'Angleterre bat la France sur le plus petit des écarts. La Suisse est défait par l'Italie et le Portugal, puis bat France et Belgique tous deux par cinq buts à un. Le Portugal remporte la compétition devant l'Espagne et l'Italie qui termine avec le même nombre de points au classement.

## Résultats
| Rang | Équipe     | Pts | J | G | N | P | Bp | Bc | Diff |  | Résultats  |  |     |     |      |     |     |     |      |      |
| ---- | ---------- | --- | - | - | - | - | -- | -- | ---- |  | ---------- |  | --- | --- | ---- | --- | --- | --- | ---- | ---- |
| 1    | Portugal   | 16  | 8 | 8 | 0 | 0 | 61 | 8  | +53  |  | Portugal   |  | 2-0 | 4-2 | 10-0 | 8-1 | 4-1 | 9-3 | 7-1  | 17-0 |
| 2    | Espagne    | 12  | 8 | 6 | 0 | 2 | 34 | 11 | +23  |  | Espagne    |  |     | 6-3 | 4-0  | 4-3 | 1-0 | 5-0 | 10-1 | 5-1  |
| 3    | Italie     | 12  | 8 | 6 | 0 | 2 | 34 | 21 | +13  |  | Italie     |  |     |     | 4-3  | 5-2 | 3-4 | 7-1 | 5-2  | 4-0  |
| 4    | Pays-Bas   | 10  | 8 | 5 | 0 | 3 | 37 | 25 | +12  |  | Pays-Bas   |  |     |     |      | 3-0 | 9-0 | 7-1 | 7-5  | 8-1  |
| 5    | Suisse     | 10  | 8 | 5 | 0 | 3 | 28 | 22 | +6   |  | Suisse     |  |     |     |      |     | 7-1 | 4-0 | 5-1  | 5-1  |
| 6    | Angleterre | 6   | 8 | 3 | 0 | 5 | 14 | 30 | -16  |  | Angleterre |  |     |     |      |     |     | 2-1 | 4-3  | 3-1  |
| 7    | Allemagne  | 2   | 8 | 1 | 0 | 7 | 14 | 40 | -26  |  | Allemagne  |  |     |     |      |     |     |     | 5-1  | 3-5  |
| 8    | France     | 2   | 8 | 1 | 0 | 7 | 19 | 46 | -27  |  | France     |  |     |     |      |     |     |     |      | 5-3  |
| 9    | Belgique   | 2   | 8 | 1 | 0 | 7 | 12 | 50 | -38  |  | Belgique   |  |     |     |      |     |     |     |      |      |